# Ko Jong-soo
Ko Jong-Soo (Yeosu, 30 de outubro de 1978) é um treinador ex-futebolista profissional sul-coreano, meia retirado.

## Carreira
Ko Jong-Soo representou a Seleção Sul-Coreana de Futebol nas Olimpíadas de 2000.